# Halmahera Timur
Halmahera Timur (deutsch Ost Halmahera) ist ein indonesischer Regierungsbezirk (Kabupaten) in der indonesischen Provinz Maluku Utara. Mitte 2022 leben hier über 200.000 Menschen. Maba, der Regierungssitz von Halmahera Utara liegt im Osten des Bezirks an der Halmaherasee.

## Geographie
Der Bezirk liegt im Osten der  Insel Halmahera und grenzt landseitig im Süden an den Bezirk Halmahera Tengah sowie im Nordwesten an die Regierungsbezirke Halmahera Barat und Halmahera Utara sowie im Westen an die autonome Stadt (Kota) Tidore Kepulauan. Er erstreckt sich zwischen 0°40′ und 01°04′ n. Br. sowie zwischen 126°45′ und 129°30′ ö. L. Der nach Halmahera Selatan flächenmäßig zweitgrößte Bezirk weist Mitte 2022 eine eher geringe Einwohnerzahl auf (96.395), aus der die niedrigste Bevölkerungsdichte der Provinz resultiert. Dem Bezirk werden 15 Inseln zugerechnet.

## Verwaltungsgliederung
Der Regierungsbezirk Halmahera Timur gliedert sich in 10 Distrikte (Kecamatan) mit 104 Dörfern (Desa). Die fünf Maba-Distrikte repräsentieren den südöstlichen Teil des Bezirks, die fünf Wasile-Distrikte den nordwestlichen Teil.
| Code 1   | Kecamatan Distrikt | Ibu Kota Verwaltungssitz | Fläche (km²) | Einwohner Census 2010 2 | Volkszählung 2020 | Volkszählung 2020 | Volkszählung 2020 | Anzahl der Dörfer 6 | Anzahl der Dörfer 6 |
| Code 1   | Kecamatan Distrikt | Ibu Kota Verwaltungssitz | Fläche (km²) | Einwohner Census 2010 2 | Einwohner 3       | 0Dichte 40        | Sex Ratio 5       | Anzahl der Dörfer 6 | Anzahl der Dörfer 6 |
| -------- | ------------------ | ------------------------ | ------------ | ----------------------- | ----------------- | ----------------- | ----------------- | ------------------- | ------------------- |
| 82.06.01 | Wasile             | Cemara Jaya              | 337,32       | 8.915                   | 10.581            | 31,4              | 106,0             | 7                   |                     |
| 82.06.02 | Maba               | Buli                     | 385,53       | 9.767                   | 12.560            | 32,6              | 110,5             | 10                  |                     |
| 82.06.03 | Maba Selatan       | Bicoli                   | 413,34       | 6.105                   | 8.216             | 19,9              | 106,1             | 9                   |                     |
| 82.06.04 | Wasile Selatan00   | Nusa Jaya                | 1175,48      | 10.999                  | 13.269            | 11,3              | 106,8             | 24                  |                     |
| 82.06.05 | Wasile Tengah      | Lolobata                 | 617,52       | 4.768                   | 5.958             | 9,7               | 101,4             | 8                   |                     |
| 82.06.06 | Wasile Utara       | Labi - Labi              | 552,44       | 4.247                   | 5.196             | 9,4               | 110,9             | 8                   |                     |
| 82.06.07 | Wasile Timur       | Dodaga                   | 381,67       | 8.676                   | 11.433            | 30,0              | 104,8             | 8                   |                     |
| 82.06.08 | Maba Tengah        | Wayamli                  | 681,43       | 5.011                   | 6.673             | 9,8               | 106,0             | 12                  |                     |
| 82.06.09 | Maba Utara         | Dorosago                 | 971,28       | 7.113                   | 8.588             | 8,8               | 111,4             | 12                  |                     |
| 82.06.10 | Kota Maba          | Maba Sangaji             | 1022,09      | 7.508                   | 9.233             | 9,0               | 107,6             | 6                   |                     |
| 82.06    | Halmahera Timur    | Halmahera Timur          | 6538,1       | 73.109                  | 91.707            | 14,0              | 107,2             | 104                 |                     |

## Geschichte
Der Regierungsbezirk Halmahera Timur entstand am 25. Februar 2003 durch das Gesetz Nr. 1/2003 aus dem nördlichen Teil des Bezirks Halmahera Tengah – einer der drei Verwaltungseinheiten bei Gründung der Provinz Maluku Utara im Jahr 1999.
Bei der Gründung bestand Halmahera Timur aus vier Distrikten (Kecamatan). Im Jahr 2006 erfolgte eine Erweiterung auf zehn Distrikte. Es wurden sechs Distrikte neu gebildet, Wasile Selatan blieb unverändert bestehen:
- Wasile Tengah, Wasile Timur und Wasile Utara wurden vom Distrikt Wasile abgetrennt,
- Maba Tengah und Maba Utara wurden vom Distrikt Maba abgetrennt,
- Kota Maba wurde vom Distrikt Maba Selatan abgetrennt.

## Demographie
Zur Volkszählung im September 2020 (indonesisch Sensus Penduduk - SP2020) lebten im Regierungsbezirk Halmahera Timur 91.707 Menschen, davon 44.265 Frauen (48,27 %) und 47.442 Männer (51,73 %). Gegenüber dem letzten Census (2010) stieg der Frauenanteil um 0,91 %.
Mitte 2022 waren 65,36 % der Einwohner Moslems und 34,62 Prozent der Einwohner Christen (32.989 Protestanten / 379 Katholiken).
70,60 Prozent oder 68.057 Personen gehörten zur erwerbsfähigen Bevölkerung (15–64 Jahre); 25,03 % waren Kinder und 4,36 % im Rentenalter. Von der Gesamtbevölkerung waren Mitte 2022 51,81 (43,43) % ledig,  45,02 (52,85) % verheiratet, 0,74 (0,87) % geschieden und 2,43 (2,85) % verwitwet. Die geklammerten Kursivzahlen geben den Anteil bezogen auf die Bevölkerung über 10 Jahre an (82.111).
Der HDI-Index lag 2020 mit 66,75 unter dem Durchschnittswert der Provinz (68,49).